# Ramusella krivolutskyi
Ramusella krivolutskyi är en kvalsterart som först beskrevs av Kulijev 1966.  Ramusella krivolutskyi ingår i släktet Ramusella och familjen Oppiidae. Inga underarter finns listade i Catalogue of Life.